# Anna (Ohio)
Anna é uma vila localizada no estado norte-americano de Ohio, no Condado de Shelby.

## Demografia
Segundo o censo norte-americano de 2000, a sua população era de 1319 habitantes. 
Em 2006, foi estimada uma população de 1518, um aumento de 199 (15.1%).

## Geografia
De acordo com o United States Census Bureau tem uma área de 
2,2 km², dos quais 2,2 km² cobertos por terra e 0,0 km² cobertos por água.

## Localidades na vizinhança
O diagrama seguinte representa as localidades num raio de 12 km ao redor de Anna. 